# Rocar De Simon

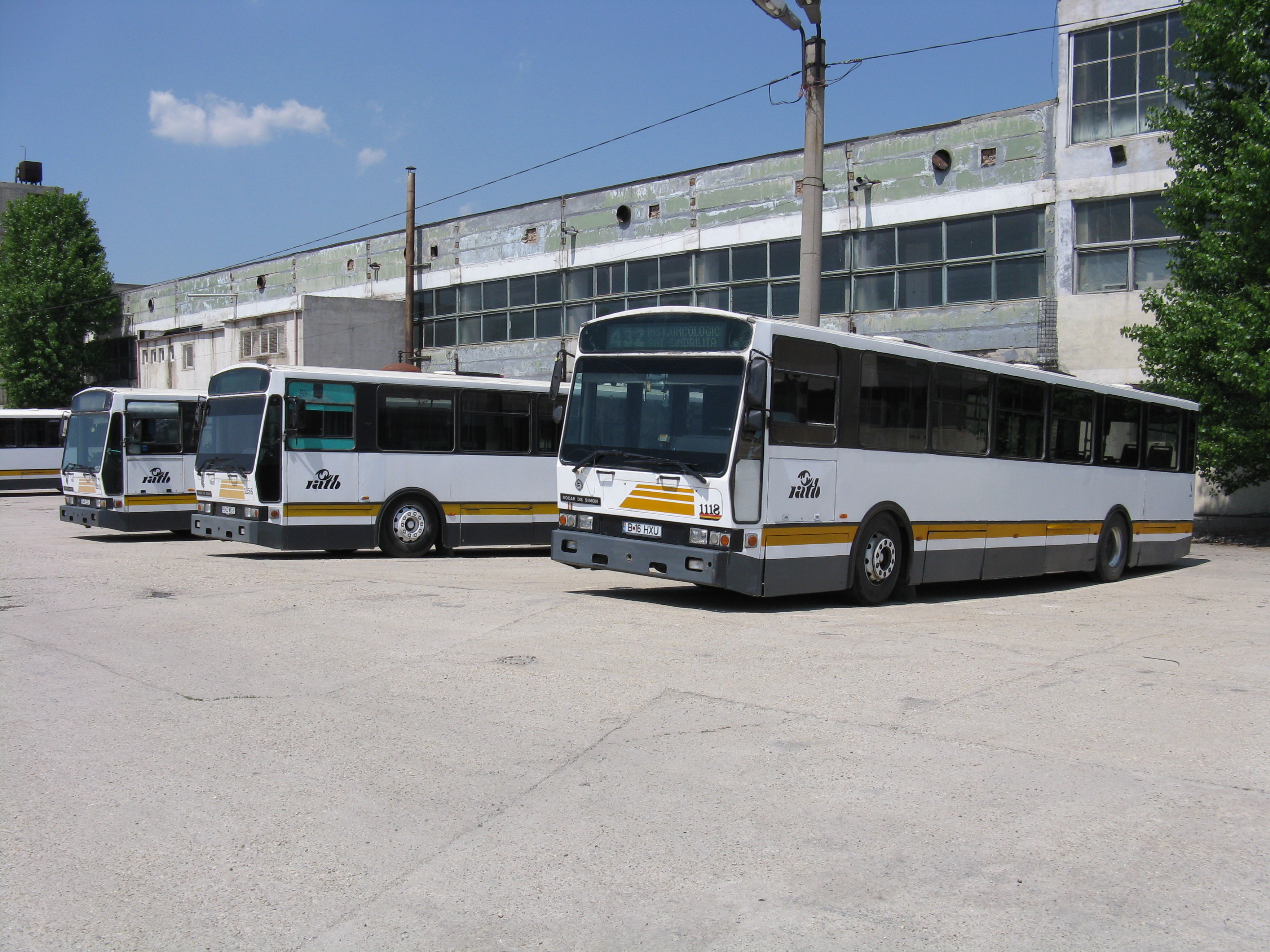
Autobuze Rocar De Simon U 412-260

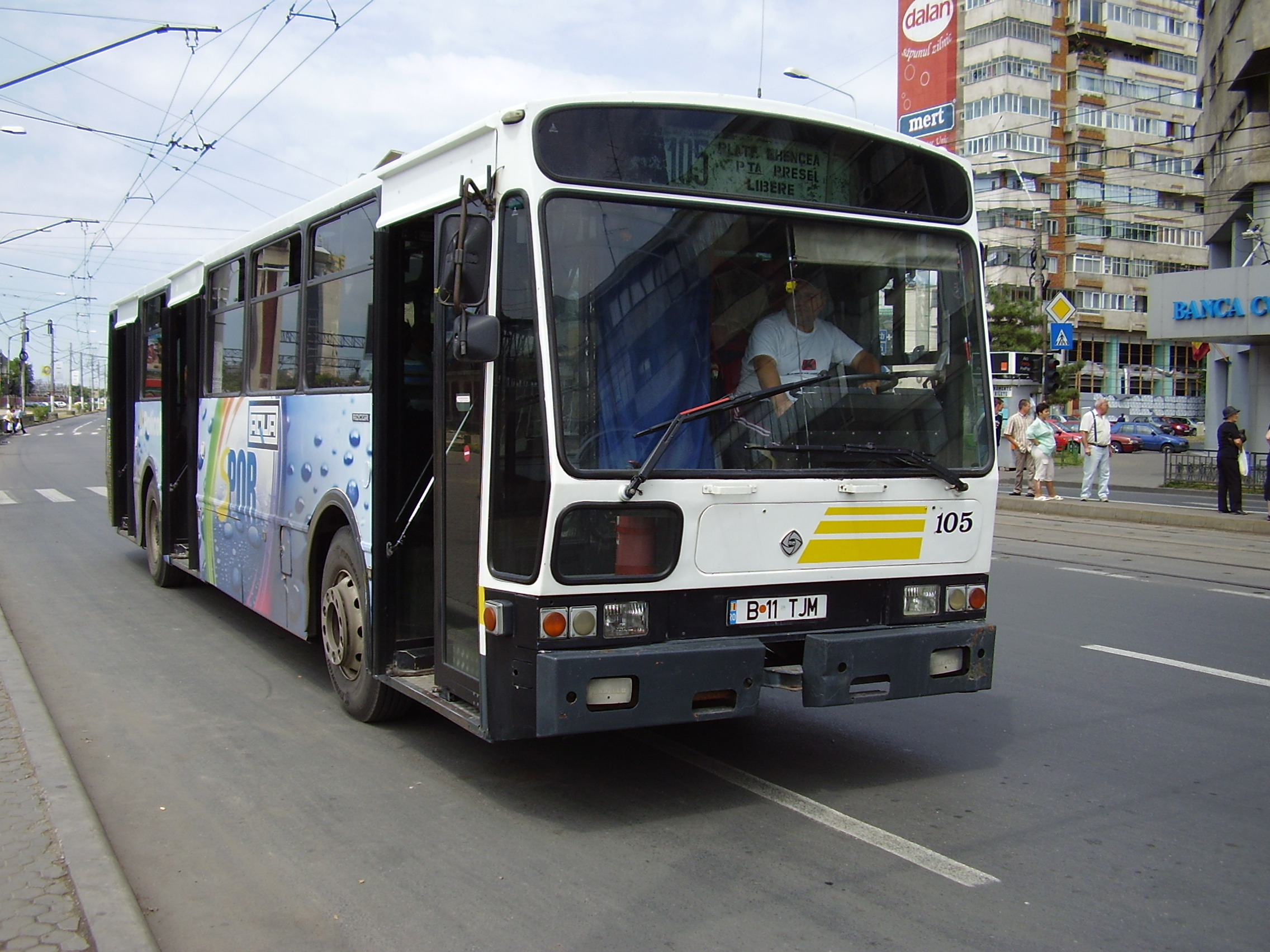
Autobuz Rocar UL 70

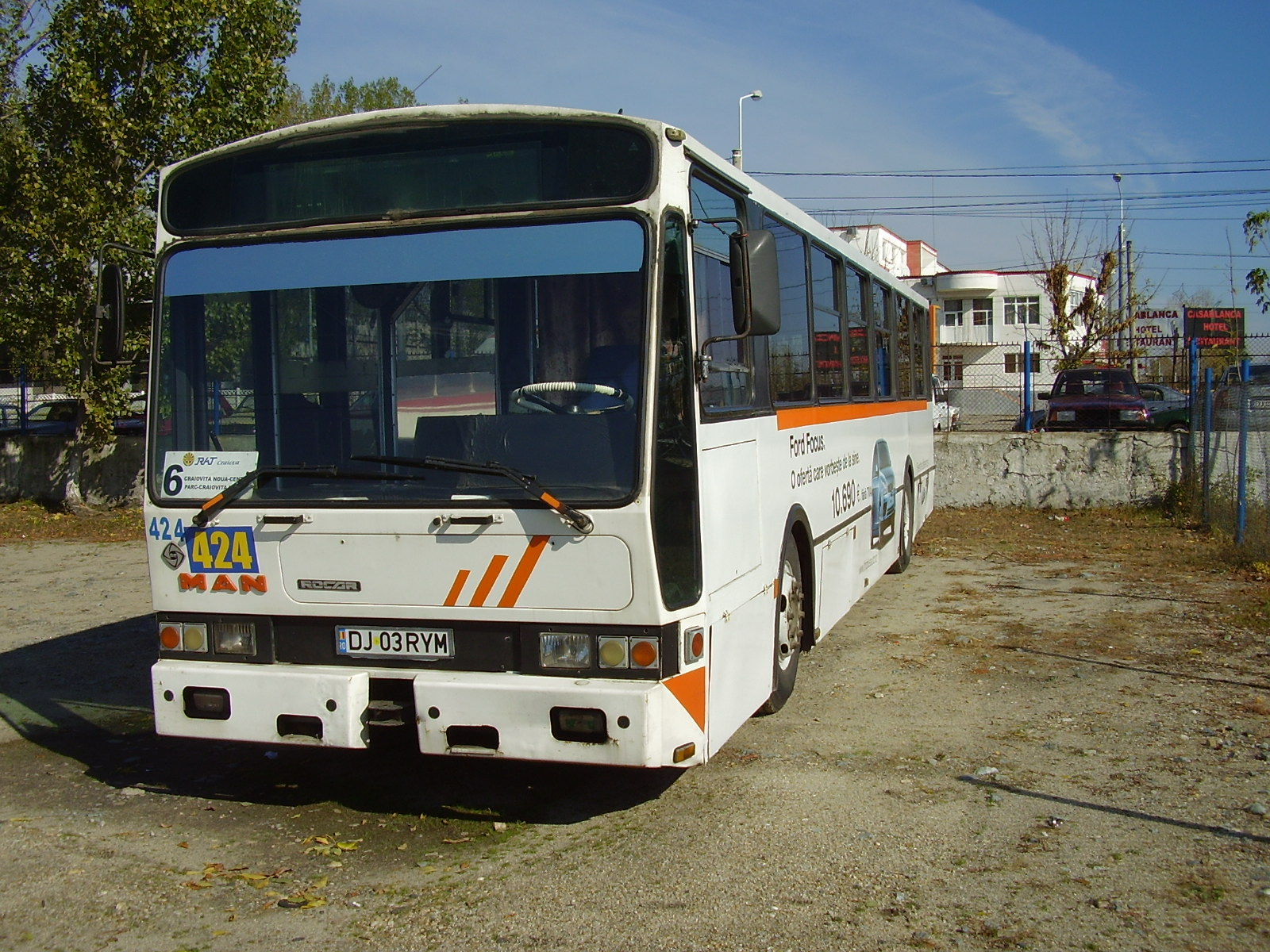
Autobuz Rocar De Simon U 412-230 în Craiova

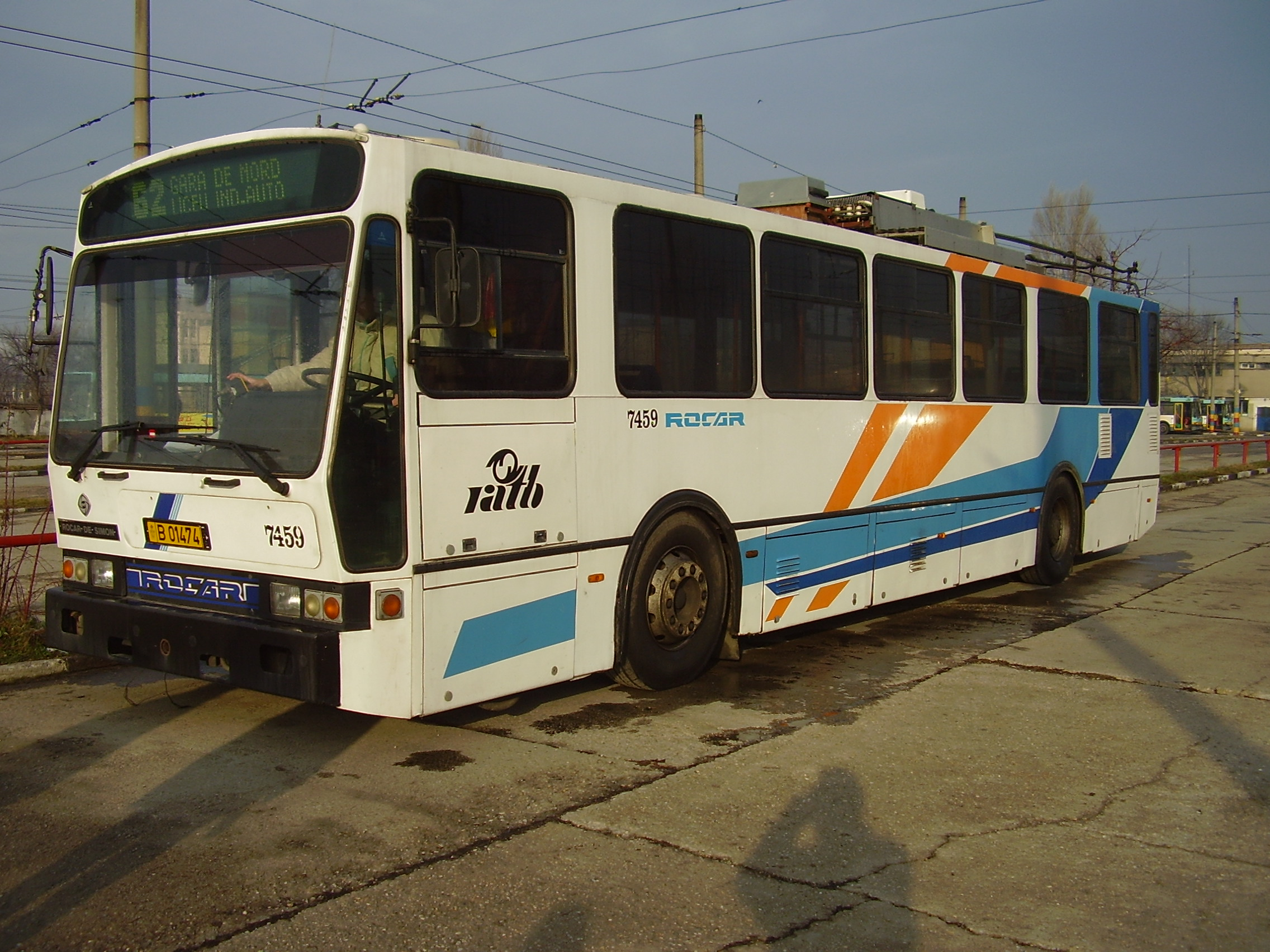
Troleibuz Rocar EA 412

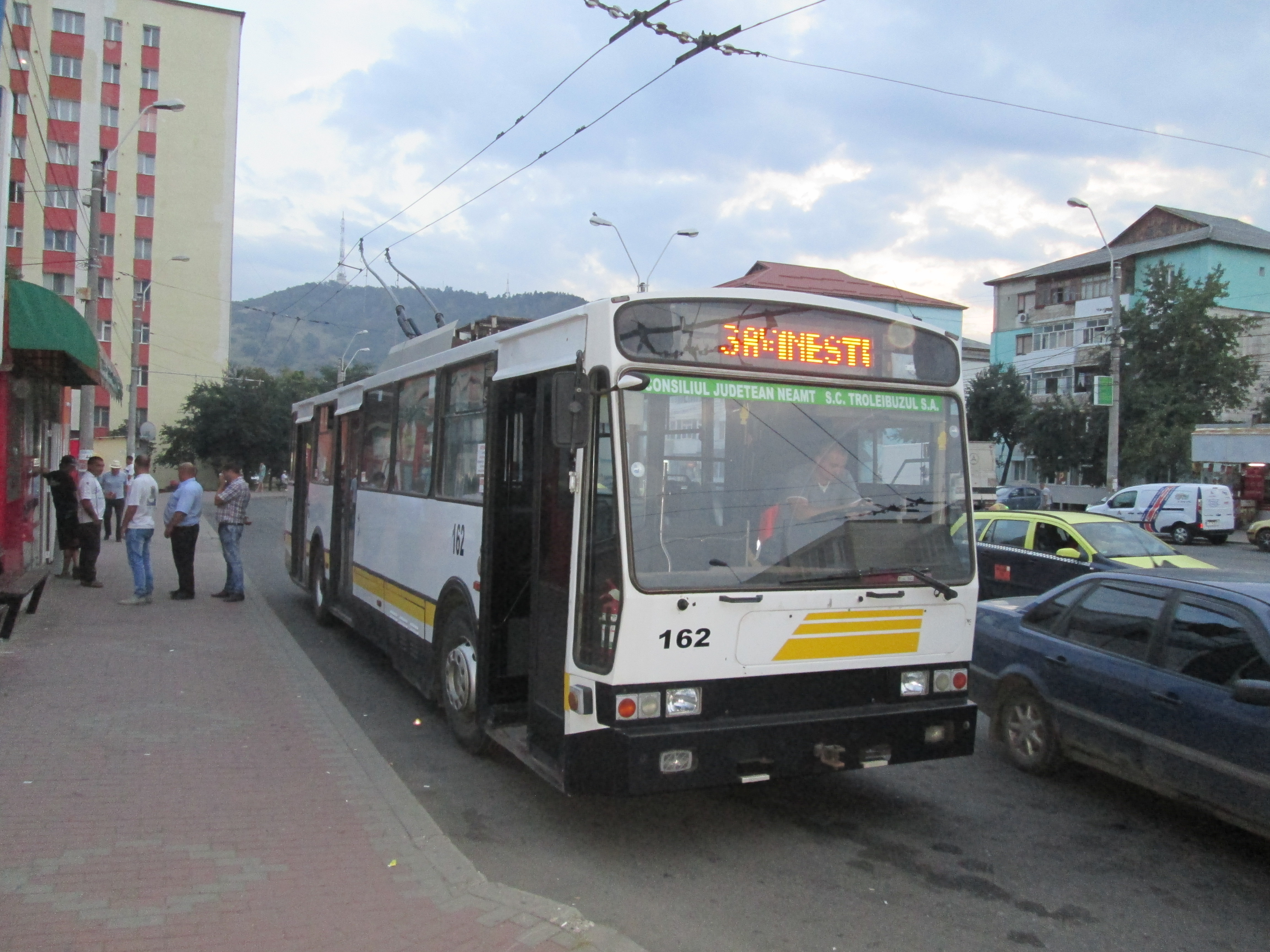
Troleibuz Rocar 412E-825 în Piatra Neamț

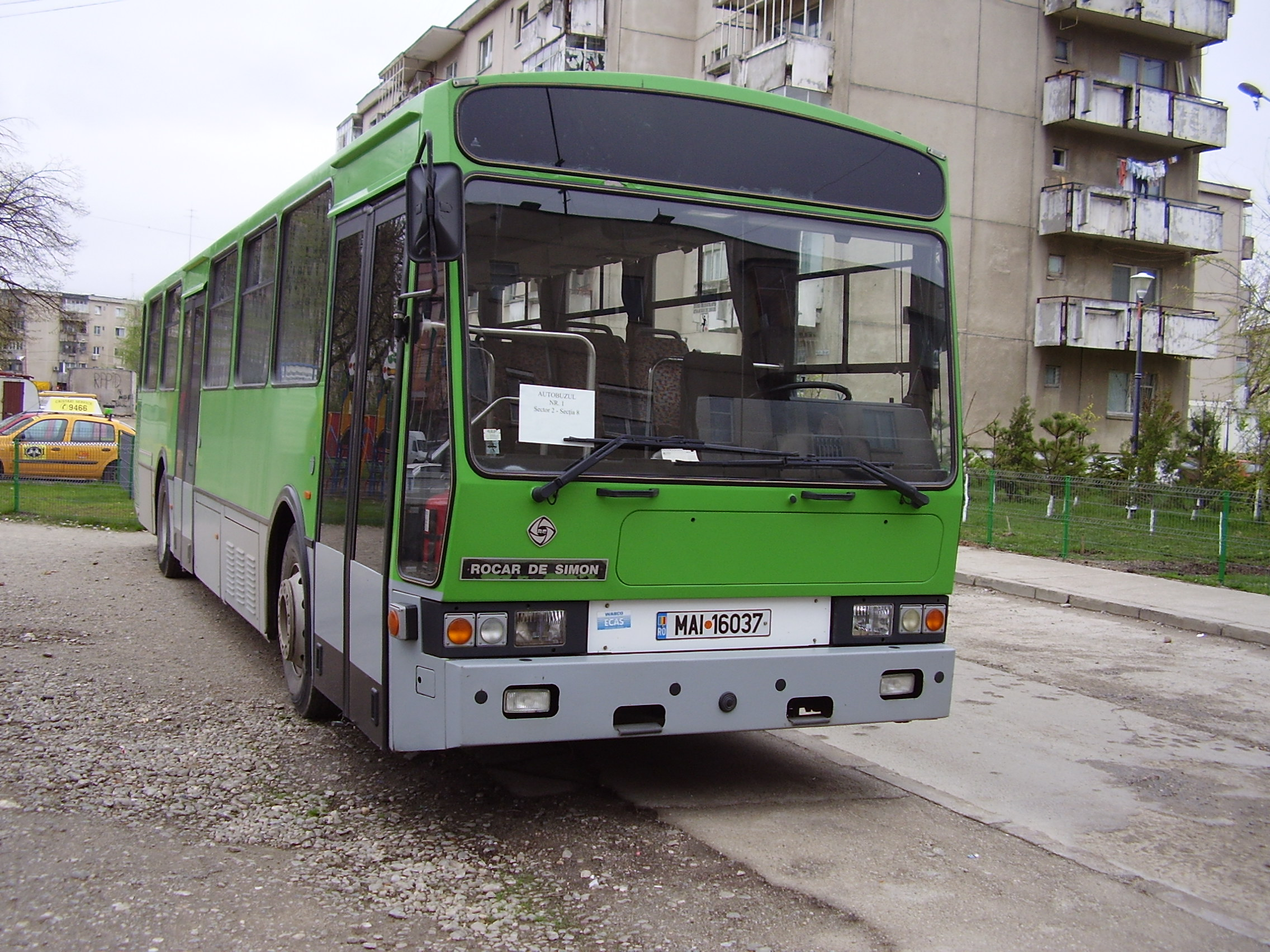
Autocar Rocar I412-260

Rocar De Simon reprezintă o marcă de vehicule pentru transport de călători produse de Rocar București, având caroseria construită sub licență De Simon (Italia). Au fost produse autobuze, autocare și troleibuze având la bază această caroserie, între anii 1994 și 2002, când Rocar a dat faliment. Modelul nu a avut urmas, s-a dorit a fi urmașul seriei 117/217/112/212, dar aceste vehicule au fost fabricate în paralel. Posibili urmași ai lui Rocar De Simon s-au dorit a fi Rocar seria 812 ( BusOtto Autodromo) fabricat în doar două exemplare sau Rocar Solaris urbino ( un singur exemplar, incert dacă este fabricat de ROCAR sau doar etichetat ROCAR) ca o ultimă încercare înainte de închiderea ROCAR. Deși original, De Simon ( Italia ) producea și varianta articulată 18 m a acestui autobuz, aceasta nu a intrat în producția ROCAR. S-au fabricat oficial în jur de 400 exemplare ,incluzând toate derivatele sale. Deși pentru perioada în care a fost fabricat, a fost un vehicul relativ modern, având motoare MAN euro 2, transmisie automată ( au existat însă și variante cu transmisie manuală), iluminare fluorescentă a salonului, încălzire salon, ABS, suspensie controlată electronic, scaune din plastic, uneori tapițate, sistem de sonorizare Blaupunkt, afișaj electronic (uneori luminescent), dispozitive de siguranță moderne, ROCAR DE SIMON seria 412 nu s-a bucurat de un succes prea mare, probabil datorită concurenței vehiculelor second hand, prețului prea mare, capacității de producție prea mici. Afară de RATB, principalul operator al acestor vehicule, ROCAR DE SIMON  412, a fost achiziționat în număr destul de mic și de către câțiva operatori de transport din România ( cum ar fi Brașov - 1 vehicul, Galați - 2 vehicule, Craiova - 2 vehicule, Cluj, 6 vehicule, Oradea - 5 vehicule, Pitești - 2 vehicule), de către M.A.I, dar și de către câțiva particulari. A fost fabricat în varianta urbană, în varianta troleibuz (412 E) dar și varianta extraurbană , autocar. A fost fabricat și în varianta cu 2 uși, aceasta având un ampatament puțin mai scurt. Ca și troleibuz, a fost utilizat doar în București ( 2 vehicule, unul cu tracțiune în curent alternativ,), Cluj ( 2 vehicule), Constanța ( 15 vehicule), Piatra Neamț ( 5 vehicule primite de la RATC Constanța).
Modelele Rocar De Simon nu au fost exportate în mod oficial , acestea fiind livrate și utilizate în România.
RATB a retras din servciul de transport călători toate autobuzele și unul din troleibuzele De Simon, la multe din ele fiind descoperite șasiu rupt. Unele au fost casate, în special cele cu probleme de șasiu, altele au fost retrase din circulație din cauză că RATB dorea autobuze cu podea coborâtă pe toate traseele. Momentan, încă se mai află autobuze De Simon în patrimoniul RATB, destinate fie pentru uz intern ( transport persoane din cadru RATB), fie propuse pentru vânzare , fie pentru casare. Multe se află astăzi în stare de conservare.  Singurul vehicul tip De Simon care se mai află în serviciu regulat în cadrul RATB este troleibuzul 412 E DeSimon #7459. În unele orașe din România, aceste autobuze încă mai sunt în circulație, precum și cele particulare.
Seria de autobuze De Simon ( la fel și Autodromo Bus OTTO) nu a fost afectată în mod dramatic de falimentul fabricii ROCAR, deoarece componentele utilizate pentru construcția sa erau folosite și de către mulți alți producători de autobuze, unele fiind chiar interschimbabile. Elementele de caroserie se puteau aduce fie din Italia fie din alte țări care utilizau autobuze De Simon sau se puteau fabrica local, excepție faruri, lămpi stop care se puteau aduce din Italia în caz de deteriorare.

## Modele
Autobuze:
- Rocar De Simon U 410
- Rocar UL 70 - Primele modele construite în 1994 și livrate RATB. Se mai numește U412-220 UL70. Ușor de recunoscut după geamul de sub parbriz. Au fost în număr de 6 bucăți. Au fost exploatate doar de către RATB , #100-105 ca și numere de parc.
- Rocar De Simon U 412-220 (motor de 220 CP) - Construite între începutul anului 1995 și sfârșitul anului 1996. Transmisie finală fabricată de către Autocamioane Brașov. Cutie de viteze automată Voith DIWA 851. Motor MAN. 
-  Rocar De Simon U 412-230 (motor de 230 CP) - Construite între începutul anului 1995 și sfârșitul anului 1996. Transmisie finală fabricată de către Autocamioane Brașov. Cutie de viteze automată Voith DIWA 851. Motor MAN. 
- Rocar De Simon U 412-260 (motor de 260 CP) - Constuite de la sfârșitul anului 1996 până în anul 2002 , la închiderea fabricii. A fost varianta cea mai numeroasă. Punte spate fără reductor, fabricată de către Raba. Cutie de viteze automată Voith DIWA 851. Motor MAN. A fost disponibil și cu transmisie manuală.
- Rocar De Simon - DAF U 412 (caroserie De Simon pe șasiu DAF). Numai 2 bucăți construite pe baza unui șasiu DAF. Au fost exploatate doar de către RATB. 
Autocare:
- Rocar Starbus IL 70
- Rocar De Simon I 412-260 (versiunea interurbană a modelului U 412-260) - are ampatamentul puțin mai scurt decât modelul cu 3 uși
Troleibuze:
- Rocar E 412 (motor cu o putere de TN81 sau TN96 150 kW ( dar se putea echipa opțional și cu motor TN76 125 KW), acționat cu variator de tensiune continuă)
- Rocar E 412-825 (versiunea pentru 825 V c.c. a lui E 412, motor TN81 de 150 kW acționat reostatic) - Livrate la Constanța.
- Rocar EA 412 (motor asincron de curent alternativ, cu o putere de 155 kW)
Au fost fabricate în total numai 19 troleibuze pe baza caroseriei De Simon, 18 cu motor de curent continuu și unul cu motor de curent alternativ, între anii 1997 și 2002.

## Producție
Vehicule de acest tip au fost livrate către:
- Regia Autonomă de Transport Brașov: 1 autobuz Rocar De Simon U 412-260;
- Regia Autonomă de Transport București: 6 autobuze Rocar UL 70, 25 de autobuze Rocar De Simon U 412-220, 9 autobuze Rocar De Simon U 412-230, 298 de autobuze Rocar De Simon U 412-260, 2 autobuze Rocar De Simon - DAF U 412, 1 troleibuz Rocar E 412 și un troleibuz Rocar EA 412;
- Regia Autonomă de Transport Urban Cluj-Napoca: 6 autobuze Rocar De Simon U 412-260 și 2 troleibuze Rocar E 412;
- Regia Autonomă de Transport Constanța: 15 troleibuze Rocar E 412-825; Ulterior, 5 vehicule au fost trimise S.C. Troleibuzul S.A. - Piatra Neamț, după ce Constanța a desființat linia de troleibuz. Probabil că și celelalte vehicule vor fi vândute și livrate altor societăți de transport în comun din țară. 
- Regia Autonomă de Transport Craiova: 2 autobuze Rocar De Simon U 412-230;
- S.C. Transurb S.A. Galați: 2 autobuze Rocar De Simon U 412-260;
- Regia Autonomă ,,Oradea Transport Local": 5 autobuze Rocar U 412-260;
- S.C. Arpechim S.A. Pitești: 2 autobuze Rocar De Simon U 412-260 (intrate ulterior în asocierea pentru transport local);
- Ministerul Administrației și Internelor: 1 autocar Rocar De Simon I 410 și un autobuz Rocar De Simon U 410;
- Ministerul Apărării: 1 autobuz Rocar De Simon I 410
De asemenea, mai există 1 autobuz Rocar De Simon U 412-260 și un autocar Rocar Starbus IL 70 la două firme private.